# Hôtel Alvizet
L'hôtel Alvizet (ou Alviset) est un hôtel particulier situé à Besançon dans le département du Doubs.
L'hôtel et son jardin font l’objet d’un classement au titre des monuments historiques depuis le 5 novembre 2009.

## Localisation
L'édifice est situé à l'angle de la rue des Martelots et de la rue Péclet dans le secteur de La Boucle de Besançon.

## Histoire
La construction de l'hôtel se situerait entre 1620 et 1625.
De par l'achat de trois maisons contigües, l'hôtel prend sa forme actuelle en 1688 grâce au comte de Scey.
En 1700, le comte vend  l'hôtel à Jean-François de Santans, l'archidiacre et à Hilaire-Joseph Duban.
L'édifice subira de nombreuses modifications au cours du XVIIIe siècle : destructions de murs, ajout de ferronneries et creusement de portes. De nos jours, seules les façades de la rue des Martelots et les façades sur cour datent du XVIIe siècle.
En 1765, l'édifice est revendu à Jean Baptiste François Maire de Bouligney et en 1804, l'hôtel devient la propriété de la famille Alviset.

## Architecture

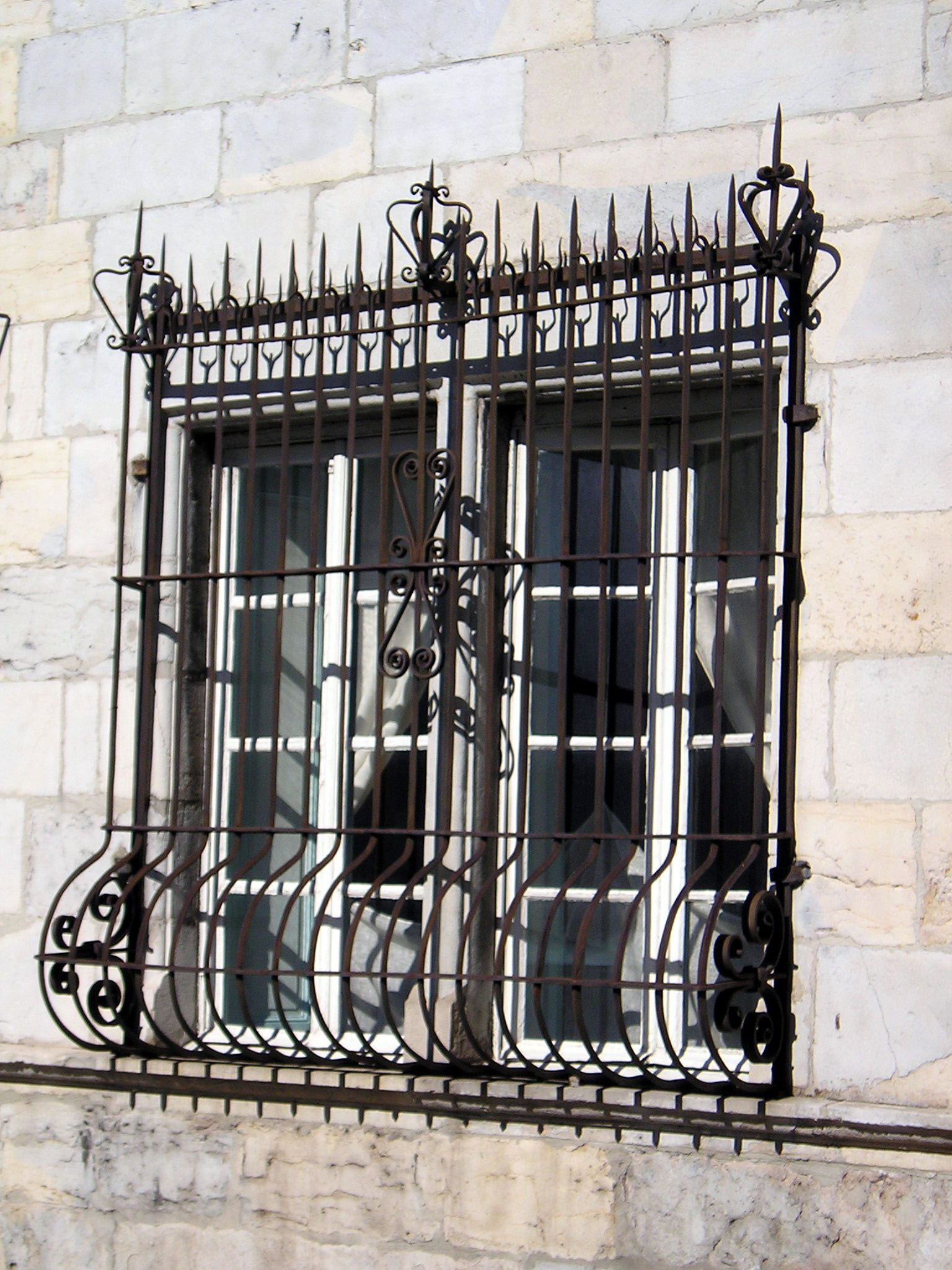
Grille en fer forgé du rez-de-chaussée

L'hôtel possède des bâtiments annexes : remise, écurie, logis secondaire, bûcher.
Le bâtiment principal est en forme de L et abrite une cour jardin en son creux. Il possède certains éléments remarquables classiques : cave avec voûte en berceau, un escalier d'honneur en maçonnerie avec rampe en ferronnerie...
Un autre élément remarquable est les fenêtres du rez-de-chaussée du logis sis rue des Martelots qui sont protégées par de grandes baies arrondies en fer forgé.

## Le jardin
Le jardin de l'hôtel Alvizet est noté à l'inventaire des jardins du ministère de la culture. Le jardin est élevé en terrasses et daterait du début du XVIIe siècle.